# Russula integra
Russula integra (L.) Fr., Epicrisis Systematis Mycologici (Upsaliae): 360 (1838) var. integra
La Russula integra è una delle specie di Russula più consistenti, riconoscibile per la colorazione pallida del filo delle lamelle, il gambo quasi sempre bianco, la cuticola di colore brunastro ed il sapore dolce.

## Descrizione della specie
Cappello
8–15 cm di diametro, carnoso, prima arrotondato, poi convesso, infine spianato con depressione centrale abbastanza larga.
cuticolaseparabile per un terzo, asciutta, di colore molto variabile, dal bruno al porpora con macchie più chiare di colore ocra.
Lamelle
Abbastanza fitte, poi più rade, spesse, fragili, anastomosate, libere al gambo, prima color crema, poi giallo intenso, con filo più chiaro, a volte quasi bianco.
Gambo
6-10 x 2–3 cm, bianco, poi bruno sporco o bruno giallastro in vecchiaia, sodo, pieno, cilindrico, a volte leggermente ingrossato alla base, liscio, più o meno rugoso.
Carne
Soda, bianca, bruna sotto la cuticola del cappello.
- Odore: leggero fruttato.
- Sapore: dolce di nocciola.

Spore
Sferiche, 12 µm, gialle in massa.

## Habitat
Abbastanza comune, cresce in boschi di conifere (abete rosso) o eccezionalmente di latifoglie, in estate e autunno.

## Commestibilità
Buona.

## Specie simili
- Russula alutacea, che ha le lamelle gialle.

## Etimologia
Il nome deriva dal latino integer, intatto.

## Nomi comuni
- Russula buona

## Sinonimi e binomi obsoleti
- Agaricus integer L., 2: 1171 (1753)
- Russula alutacea f. purpurella Singer, (1932)
- Russula alutacea subsp. integra (L.) Singer, (1932)
- Russula fusca f. purpurella (Singer) Bidaud, Moënne-Locc. & Reumaux, in Reumaux, Bidaud & Moënne-Loccoz, Russules Rares ou Méconnues (Marlioz): 284 (1996)
- Russula integra (L.) Fr., Epicrisis Systematis Mycologici (Upsaliae): 360 (1838)
- Russula integra f. purpurella (Singer) Romagn. ex Bon, Docums Mycol. 17(no. 65): 55 (1986)
- Russula polychroma sensu NCL (1960), Rayner (1985); fide Checklist of Basidiomycota of Great Britain and Ireland (2005)